# Doin' My Thing
Doin' My Thing é o segundo álbum de estúdio do cantor norte-americano Luke Bryan, lançado em 2 de outubro de 2009 pela Capitol Records Nashville.

## Lista de faixas
| N.º | Título                              | Compositor(es)                      | Duração |  |
| 1.  | "Rain Is a Good Thing"              | Luke Bryan, Dallas Davidson         | 2:56    |  |
| 2.  | "Doin' My Thing"                    | Davidson, Rhett Akins, Ben Hayslip  | 3:09    |  |
| 3.  | "Do I"                              | Bryan, Charles Kelley, Dave Haywood | 3:59    |  |
| 4.  | "What Country Is"                   | Shane McAnally, Jamie Teachenor     | 3:14    |  |
| 5.  | "Someone Else Calling You Baby"     | Bryan, Jeff Stevens                 | 3:49    |  |
| 6.  | "Welcome to the Farm"               | Bryan, Stevens                      | 4:27    |  |
| 7.  | "Apologize"                         | Ryan Tedder                         | 2:52    |  |
| 8.  | "Every Time I See You"              | Bryan, Jim McCormick                | 4:05    |  |
| 9.  | "Chuggin' Along"                    | Bryan, Rodney Clawson               | 2:59    |  |
| 10. | "I Did It Again"                    | Bryan, Ashley Gorley, Brent Stenzel | 4:49    |  |
| 11. | "Drinkin' Beer and Wastin' Bullets" | Bryan, Patrick Jason Matthews       | 4:19    |  |

| Parada                                    | Melhor posição |
| ----------------------------------------- | -------------- |
| Estados Unidos (Billboard 200)            | 6              |
| Estados Unidos (Billboard Country Albums) | 2              |

| País           | Associação | Certificação | Vendas     |
| -------------- | ---------- | ------------ | ---------- |
| Estados Unidos | RIAA       | Platina      | 1,000.000+ |

| Parada                                    | Melhor posição |
| ----------------------------------------- | -------------- |
| Estados Unidos (Billboard 200)            | 6              |
| Estados Unidos (Billboard Country Albums) | 2              |

| País           | Associação | Certificação | Vendas     |
| -------------- | ---------- | ------------ | ---------- |
| Estados Unidos | RIAA       | Platina      | 1,000.000+ |

| País           | Data                 | Formato          | Gravadora                 |
| -------------- | -------------------- | ---------------- | ------------------------- |
| Canadá         | 2 de outubro de 2009 | download digital | Capitol Records Nashville |
| Estados Unidos | 2 de outubro de 2009 | download digital | Capitol Records Nashville |